# Левицький Євген (актор)
Левицький Євген (02.08.1910, Перемишль — 31.12.1993, Філадельфія) — український театральний актор, чоловік Віри Левицької.

## Життєпис
Почав виступати на сцені у 1929 р. (театри Йосипа Стадника, М.Садовського, «Заграва» ім. І.Котляревського).
1939-41 рр. — у театрі ім. Лесі Українки у Львові.
Пізніше вступив до І Дивізії УНА, учасник бою під Бродами.
З 1945 р. на еміграції в Німеччині, де виступав в Ансамблі Українських Акторів під керівництвом Володимира Блавацького.
1951 переїхав до США, де й далі працював актором у театрі Володимира Блавацького у Філадельфії.
Був секретарем правління Об'єднання мистців української сцени (1975—1976), а потім його головою (1977—1985).